# Антипов, Сергей Владимирович
Сергей Владимирович Антипов (род. в 1970 г. в городе Махачкала, Дагестанская АССР, СССР) — советский российский баскетболист. Рост — 187 см. Играл на позиции разыгрывающего.

## Биография
Сергей Антипов родился в 1970 году в городе Махачкала Дагестанской АССР.

## Профессиональная карьера
Первым клубом Сергея стало московское «Динамо» в 1989 году. За ЦСКА Антипов начал выступать в 1992 году и сразу стал чемпионом России. В 1993 году повторил успех. Летом 1993 года вновь стал играть за динамовцев из Москвы.

## «Динамо»

### В чемпионате СССР
8 марта 1989 года 19-летний Антипов сыграл в матче чемпионата СССР 1988—1989 против каунасского «Жальгириса», где набрал 3 очка.

### Кубок обладателей кубков 90/91
30 октября 1990 года в первом четвертьфинальном матче против венгерской «Досжи» набирает 11 баллов.

В гостевой игре группового этапа с итальянским клубом «Кнорр» 11 декабря Сергей набрав 16 очков, стал одним из лучших.

Второй матч группового этапа с «Шоле» не принёс Сергею набранных очков.

В матче с португальской командой «Оваренсе» вновь Антипов выступает ниже своих возможностей: 5 очков.

Во втором матче с итальянцами Антипов набирает 12 очков.

В матче с французами из «Шоле» динамовцу не удаётся разжиться большим количеством очков — 2.

В заключительном мтче группового этапа с «Оваренсе» Сергей набрал 4 очка.

В двух играх полуфинального противостояния с греческим ПАОКом Антипов набрал 19 очков (7 и 14).

### Кубок Корача 93/94
29 сентября 1993 года в гостевом матче против украинского НКИ из Николаева набрал 29 очков за 35 минут.

6 октября 1993 года в ответном матче еврокубка с НКИ набрал 26 очков. В этом двухматчевом противостоянии состоялась дуэль двух махачкалинцев — Антипова и Смагина.

 В следующем раунде Кубка Корача Динамо встречалось с итальянским «Триест», в матче с которым Сергей набрал 24 очка.

В ответном матче с итальянцами Антипов набирает вновь 24 очка.

## Автодор
В серии матчей плей-офф российской Суперлиги (два матча в полуфинале и матч за третье место) против волгоградского «Аквариуса» в сумме набрал 37 очков (14, 6 и 17 очков), отдал 12 передач (1, 6 и 5), сделал 6 перехватов (1, 1, 4) и 2 подбора (0, 2, 0), проведя на площадке 88 минут (31, 26 и 31).

## Вновь в «Динамо»

### Евролига
19 сентября 1996 года Антипов в матче с французским «По-Ортезом» набирает 12 очков.

26 сентября сыграл в матче Евролиги против итальянского клуба «Киндер Виртус» из Болоньи. Сергей провёл на площадке 22 минуты и набрал 5 очков (один двухочковый и один трёхочковый броски).

## «Арсенал»
14 октября 1998 года в групповом этапе Кубка Корача сыграл против «Нептунаса» из Клайпеды, где набрал 17 очков, сделал 2 подбора, отдал 6 передач и провёл на площадке 35 минут.

2-й матч группового этапа Кубка Корача Антипов провёл 18 ноября против финского клуба «Хонка». За 25 минут он набрал 12 очков, сделал 3 подбора, 5 передач и 4 перехвата.

В матче 1/8 финала 20 января 1999 года в игре с римским «Аэропортом» отыграл 28 минут: набрал 9 очков, сделал 1 подбор и отдал 7 передач.

17 февраля 1999 года в 1/4 финала Кубка Корача принял участие в матче с испанским клубом «Адэкко Эстудиантес». Он был лучшим в составе своей команды: провёл на паркете 27 минут, набрал 15 очков, сделал 3 подбора и отдал 7 передач.

## Личная жизнь
Был женат на баскетболистке, олимпийская чемпионка 1992 года Светлане Заболуевой. Их совместная дочь — Анастасия (1990 г.р.).

## Достижения
- Бронзовый призёр чемпионата России : (1995—1996, 1996—1997, 1998—1999, 1999—2000)
- Чемпион России : (1992, 1992—1993)[27]